# Albuca viscosa
Albuca viscosa är en sparrisväxtart som beskrevs av Carl von Linné d.y.. Albuca viscosa ingår i släktet Albuca och familjen sparrisväxter. Inga underarter finns listade i Catalogue of Life.